# ピアノ協奏曲第1番 (マルティヌー)
ピアノ協奏曲第1番H.149は、ボフスラフ・マルティヌーが1925年に作曲したピアノ協奏曲。

## 概要
1925年8月から9月にかけて作曲され、翌年11月2日にヤン・ヘシェルマンのピアノ独奏、R・マンツェル指揮チェコ・フィルハーモニー管弦楽団により初演された。1928年2月11日にはルセット・デカーヴのピアノ独奏、ピエルネ指揮コロンヌ管弦楽団により注目を集めた

## 楽器編成
独奏ピアノ、フルート2、オーボエ2、クラリネット2、ファゴット2、ホルン2、トランペット2、トロンボーン2、弦五部、

## 演奏時間
約30分。

## 楽曲構成
第1楽章 Allegro moderato　
2/4拍子、ニ長調 三部形式の幻想曲。管弦楽による第1主題で開始され、ピアノのカデンツァを挟み、弦を伴ったオーボエがト長調の第2主題を提示する。この旋律は独奏ピアノと他の楽器に引き継がれて発展していく。やがてピアノの奏するト長調により冒頭の主題が回帰され、転調を経てフーガに移行し、ピアノの高旋律が第2主題を回帰させる。第1主題の短い再現があった後、二音のユニゾンで曲を閉じる。　　
第2楽章 Andante　
8/6拍子、ト短調 単一主題で構成されていて、全曲の半分は独奏ピアノによる。弦が叙情的な主題を提示した後、木管とピアノがこれを受け継ぐ。トゥッティの後、ピアノの旋律が演奏され続け、カデンツァを経て冒頭の弦による旋律が回帰し、ピアノが静かに終息させる。
第3楽章 Allegro　
3/4拍子、ニ長調 第1主題は弦のバロック的な旋律とピアノによる旋律で構成されている。最初は、これらが代わる代わる奏されるが、後にそれが一つになって曲が進行していく。第2主題はピアノの上昇音形を伴い、オーボエが前楽章の弦楽合奏による旋律を提示し、その後ピアノを伴った弦の主題へ受け渡される。その後オーボエに独特な旋律を経てヴァイオリンが下降主題を提示する。コーダは冒頭の主題が、カデンツァを交えて回帰される。また、関根日出男によれば第2主題はドヴォルザークのルサルカのアリアで、ヴァイオリンが奏する動機の変形であると言える。